# Anaspis maculata
Anaspis maculata là một loài bọ cánh cứng trong họ Scraptiidae. Loài này được Fourcroy miêu tả khoa học năm 1785.